# لنتیلیو پرتولی
لنتیلیو پرتولی (به انگلیسی: Llantilio Pertholey) یک منطقهٔ مسکونی در بریتانیا است که در مونموت‌شر واقع شده‌است. لنتیلیو پرتولی ۳٬۹۰۶ نفر جمعیت دارد.